# Mörner
Mörner eller von Mörner är en månghövdad uradlig ätt från Brandenburg, som introducerats på det svenska Riddarhuset. Grenar har  erhållit friherrlig och grevlig rang exempelvis Mörner af Morlanda. Ättens släkttradition finns nedtecknad i Mörnerska släktboken från början av 1600-talet. I Sverige består ätten av adliga ätten Mörner och grevliga ätten Mörner af Morlanda. Utslocknade grenar är friherrliga och grevliga ätten Mörner af Tuna. Ätten Mörner för tre gröna ekblad upväxande ur en liggande stubbe.

## Ättens äldsta historia
I Anreps ättartavlor berättas att ätten enligt traditionen skulle ha varit civis romanus, fört ett vapen med tre eklöv, och till valspråk haft: Salvati gloria civis. Fredrik Barbarossa skulle ha förbättrat vapnet för ättens bedrifter.

Ätten finns omtalad i historiska källor första gången med riddaren Henning Morner år 1298, och ett sigill från 1359 som tillhörde en ättemedlem påminner om det vapen som bärs av samtida medlemmar. Från 1300-talet ägde ätten Zellin och Clossow i Brandenburg. Som den svenska grenens stamfader uppger släkttraditionen en godsägare Hans Mörner, som levde år 1468 och var farfars far till brandenburgske hauptmannen Ludwig von Mörner i Livland (omkring 1541–1593), som var herre till Zellin och Clossow.

## Ättens historia i Sverige
Ludwig von Mörners söner Otto Helmer Mörner (1569–1612) och Berndt Didrich von Mörner (1570–1610) inkom år 1596 till Sverige. Otto Helmer Mörner var gift med Maria von der Grünau, som sedermera skulle gifta om sig med hans släkting, och deras äldste son Carl upphöjdes till friherre med namnet Mörner af Tuna, dottern Christina gifte sig med Axel Lillie, och det tredje syskonet fick inga barn.
Berndt Didrich von Mörner var gift med sin brors svägerska Anna von der Grünau, men inget av hans barn förde ätten vidare på svärdssidan.
Ludvig von Mörners farfar hette likaledes Ludvig von Mörner (d.ä.). Dennes andre son Jacob von Mörner till Zellin och Clossow var gift med Elisabeth von Steinbecken, med vilken han fick sonen Balzar von Mörner (född 1538). Denne var i sin tur far till Stellan Otto von Mörner. Den senare av dessa naturaliserades son svensk adelsman 1627 och introducerades samma dag på nummer 91, på samma namn och nummer som tidigare släktingar upptagits. Stellan Otto var först gift med Maria von der Grünau, änka efter Otto Helmer von Mörner, och sedan med Catharina Månesköld af Seglinge. Den ende sonen från första äktenskapet som förde ätten vidare på svärdssidan, Hans Georg Mörner, upphöjdes till friherre med namnet Mörner af Morlanda.

Den adliga ätten Mörner nr 91 fortlevde på svärdssidan med majoren Aron Gustaf von Mörner (född 1639) från Stellan Otto Mörners andra äktenskap. Från dem fortlevde ätten på svärdssidan huvudsakligen genom kaptenen Hans Mörner till Mjöhult och Eke, med söner ur dennes första äktenskap med Anna Christina Ekenberg vars mor var en Hammarsköld. Från dessa makar härstammar alla nutida medlemmar av ätten. Aron Gustaf von Mörner var gift med Christina Svinhufvud af Qvalstad, varmed han bland andra fick dottern Maria Elisabeth von Mörner. Dottern gifte sig sedermera med Peter Ackerman, vilken tillhörde Långarydssläkten. Ifrån dessa härstammar en stor del nutida medlemmar av denna släkt.

## Friherrliga ätten Mörner af Tuna nr 36
Carl Mörner (1605–1665) upphöjdes i friherrlig värdighet 1652 på Stockholms slott av drottning Kristina med namnet Mörner af Tuna under nr 36.  Ätten utgick svärdssidan 1824 och därmed också den äldre grenen i sin helhet.

## Grevliga ätten Mörner af Tuna nr 109
Friherre Carl Mörner (1755–1821), lantmarskalken, fältmarskalken, och riksståthållaren i Norge, upphöjdes år 1800 i grevlig värdighet enligt primogenitur, och introducerades 19 februari 1801 med namnet Mörner af Tuna under nr 109, men slöt själv sin grevliga ätt på svärdssidan 1821.

## Friherrliga ätten Mörner af Morlanda nr 62
Hans Georg Mörner, upphöjdes 1674 till friherre med namnet Mörner af Morlanda och introducerades 22 september 1675 med namnet Mörner af Morlanda under nr 62. Denna ätt utgick på svärdssidan i Sverige 1946 men kan möjligen fortleva i USA.
Hans Georgs son Carl Gustaf upphöjdes 1716 i grevlig värdighet och introducerades 1718 med namnet Mörner af Morlanda under nr 60.

## Grevliga ätten Mörner af Morlanda  nr 60
Friherre Carl Gustaf Mörner (1658–1721), upphöjdes i grevlig värdighet 1716 och introducerades 1718 med namnet Mörner af Morlanda under nr 60.
Den tredje yngre grenen erhöll 12 december 1892 preussisk grevlig värdighet med namnet von Mörner och förenklat vapen d v s stamvapnet. Diplom utfärdat 1893.
Förutom nedan redovisade i USA boende grenar, varav en del ättemedlemmar skriver sig Murner, är ytterligare en del ättemedlemmar sannolikt bosatta i USA.